# Drăgăneşti (Galaţi)
Drăgăneşti é uma comuna romena localizada no distrito de Galaţi, na região de Moldávia. A comuna possui uma área de 62.00 km² e sua população era de 6046 habitantes segundo o censo de 2007.